# История Израиля

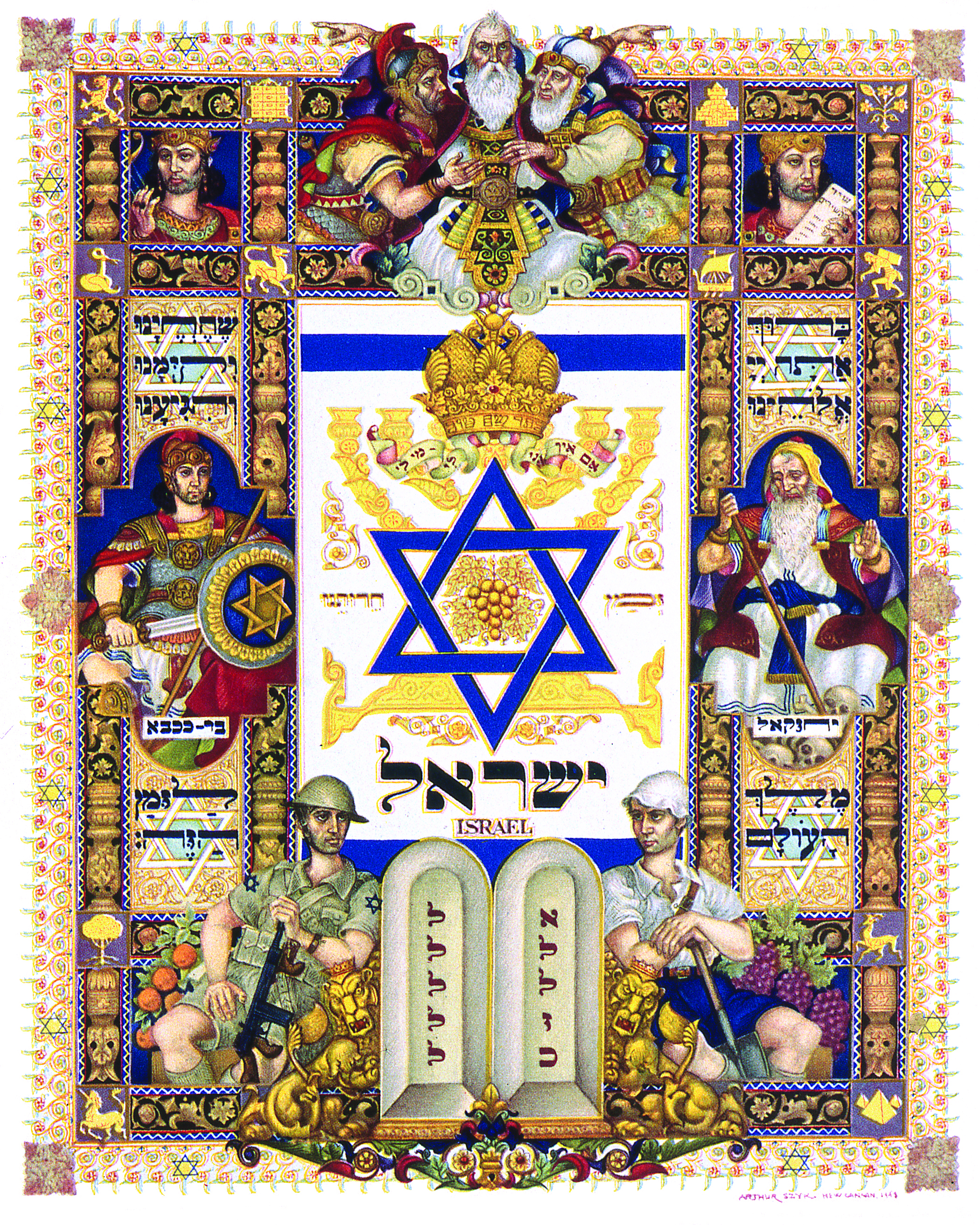
Визуальная история Израиля, Артур Шик, 1948

История Израиля — события на территории современного Израиля с момента начала расселения там людей и до сегодняшнего дня.

## История древнего Израиля и Иудеи

### Предыстория
Микроиндустрия на палеолитическом местонахождении Еврон (Evron Quarry) датируется возрастом 1,5—2,4 млн лет. К внеафриканским «преолдованским» индустриям может быть отнесена каменная индустрия стоянки Йирон. Древнейшие предметы каменной индустрии с признаками олдованской культуры в Убайдие найдены в слое, датированном возрастом примерно 1,7—1,6 млн лет назад. Микролитическая индустрия на израильской стоянке Бицат-Рухама (ивр. ביצת רוחמה‎) датируется возрастом около 1 млн лет.
Самые древние останки Homo erectus в Левантийском коридоре найдены в Убайдие (ок. 1,5 млн лет) и близ моста дочерей Иакова (0,78 млн лет)).
В километре от Кфар-Сабы возле Джальджулии найдены тысячи нижнепалеолитических каменных орудий.
На стоянке Еврон люди пользовались огнём 1,0—0,8 млн лет назад.
В ха-Зореа (по названию близлежащего кибуца; см. также Эйн-эль-Джарба) в Изреельской долине найдены останки Homo erectus (ха-Зореа 2, 4 и 5) и ранних прогрессивных неандертальцев (ха-Зореа 1 и 3).
В среднем палеолите появились неандертальцы (Схул, Кафзех, Табун, Кебара).
По мнению археологов из Тель-Авивского университета, древнейшие предполагаемые представители вида Homo sapiens жили в пещере Кесем примерно 382—207 тыс. лет назад, однако, некоторые черты зубов из Кесема могут быть сходными с чертами зубов неандертальцев. Это скорее всего предки ближневосточных гоминид из группы Схул-Кафзех. Череп Palaeoanthropus palestinensis из пещеры Мугарет-эль-Зуттие в Нахаль Амуд возрастом 250—200 тыс. л. н. похож и на неандертальцев, и на сапиенсов. Венера из Берехат-Рама датируется возрастом 230 тыс. лет.
Кости предполагаемых Homo sapiens из пещеры Мислия (Мислия 1) на горе Кармель датируются возрастом 194—177 тыс. лет назад. В пещерах Мислия и Хайоним ламинарные (пластинчатые) и леваллуазские методы изготовления орудий сосуществуют в рамках одной технологии.
Останки человека из Нешер-Рамлы, жившего около 140—120 тыс. л. н., выделяют в промежуточный вид Nesher Ramla Homo. Фрагмент кости зубра с глубокими субпараллельными U-образными надрезами, найденный на открытом местонахождении среднего палеолита в Нешер-Рамле в Иудейских горах, датируется возрастом около 120 тыс. л. н. (морская изотопная стадия MIS 5) и, возможно, является примером неизобразительной символической деятельности.
Две перфорированные бусины из пещеры Схул, изготовленные из раковин моллюска Nassarius gibbosulus, от 100 до 130 тыс. л. н., считаются самыми древними известными ювелирными украшениями в мире.
Подъязычная кость неандертальца Kebara 2 из пещеры Кебара, жившего ок. 60 тыс. л. н., по своему строению ничем не отличалась от аналогичной кости анатомически современного человека.
Черепная коробка Манот 1 достоверного представителя Homo sapiens из карстовой пещеры Манот датируется возрастом 51,8 ± 4,5 или 54,7 ± 5,5 тыс. лет. Шесть зубов из пещеры Манот датируются периодом раннего верхнего палеолита (46—33 тыс. л. н.).
На стоянке Бокер-Тахтит в национальном парке Эйн-Авдат ранний слой с индустрией эмирийской культуры исходного верхнего палеолита датируется периодом от 50 до 49 тыс. л. н., поздний слой — периодом от 47,3 до 44,3 тыс. л. н. Эмирийская индустрия Бокер-Тахтит считается источником последующей ахмарской культуры раннего верхнего палеолита, которая в Негеве датируется возрастом примерно 42 000 лет назад.
Каменная табличка с изображением лошади возрастом около 30 000 лет найдена в Пещере Голубей в Верхней Галилее, также в этой пещере найдены останки «палеолитической» собаки высотой 45—60 см.
На берегу реки Кишон в Изреельской долине найдено несколько рисунков на кусках известняка возрастом 16,5—23 тыс. лет.
К эпипалеолиту относится кебарская культура.
В 10—8 тысячелетиях до н. э. эта территория входила в ареал натуфийской культуры, носители которой впервые в истории начали культивировать злаки.
Примерно 9 тыс. лет назад в этих местах началась неолитическая революция и появились первые поселения. Приблизительно этим периодом датируется появление первого известного истории города, окружённого стеной, — Иерихона. Ханаанеи, первые семитские племена, появились здесь примерно в 4—3 тысячелетии до нашей эры. Следующие 2—3 тыс. лет страна находилась под управлением Древнего Египта.
На археологическом памятнике ранней бронзы Тель-Эрани на юге Израиля нашли руины сооружения и предметы быта возрастом более 5300 лет назад, принадлежавшие выходцам из додинастического Египта — представителям культуры Нагада. Примерно в XXIII веке до н. э. раннебронзовая цивилизация приходит в упадок под натиском кочевников (вероятно, амореев).

### Ранняя история

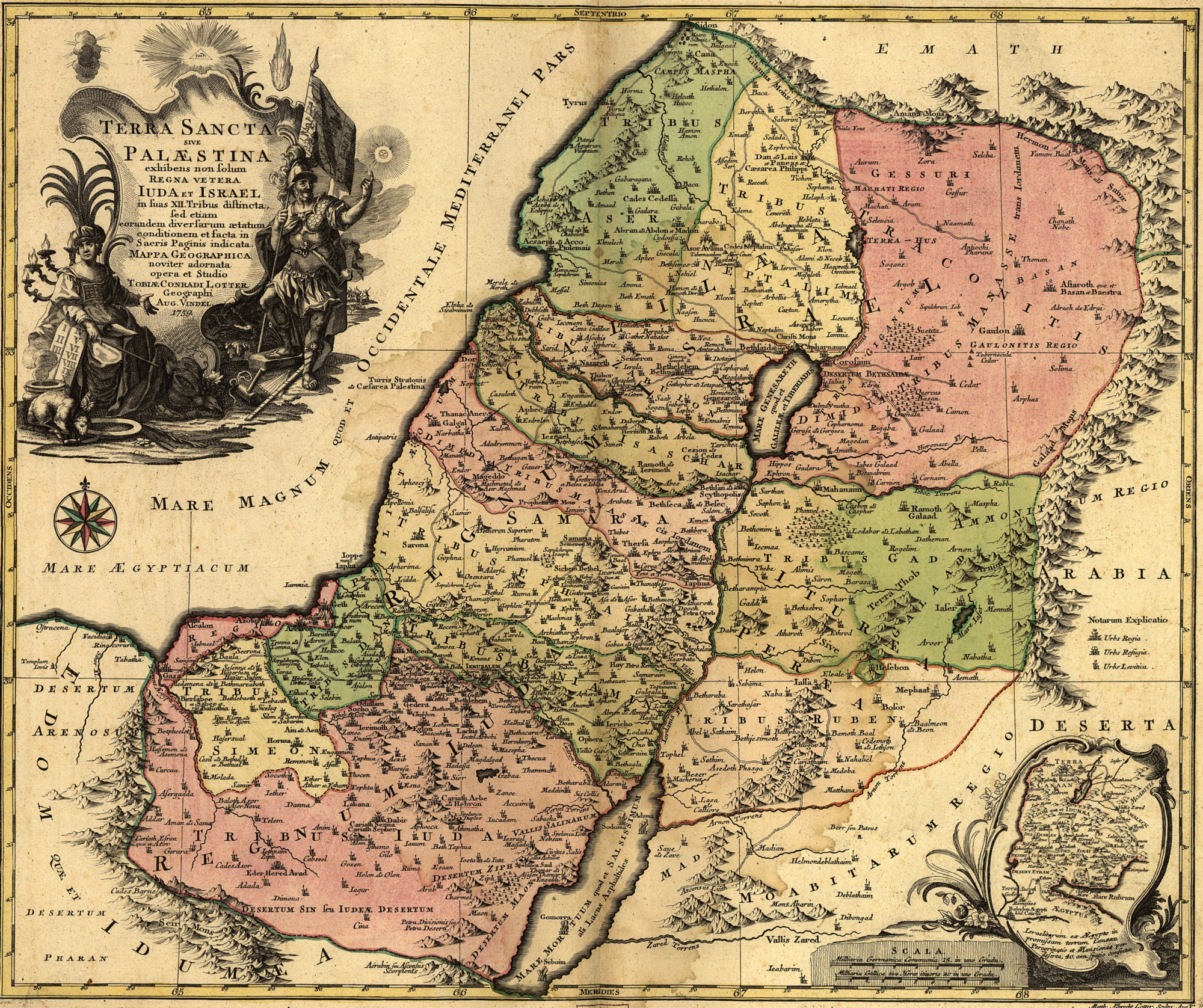
Карта Палестины 1759 года, показывающая расселение двенадцати колен Израиля

Земля Израиля (ивр. ארץ ישראל‎ Э́рец-Исраэ́ль) священна для еврейского народа со времён библейских патриархов — Авраама, Исаака и Иакова. Учёные относят этот период к началу 2 тысячелетия до н. э. Согласно Библии, Земля Израиля была завещана евреям Богом, с тем, чтобы стать Землёй Обетованной — здесь находятся все священные места еврейского народа.
Первые древнееврейские племена (колена) появляются здесь около 1200 года до н. э. Этим периодом датируются обнаруженные здесь 250 еврейских поселений. Чуть позже в Ханаан вторгаются филистимляне. Установление царской власти и возникновение Израильского, а позже и Иудейского царств датируется концом XI — серединой X веков до н. э. Эти государственные образования правили в регионе с перерывами следующие тысячу лет. Согласно Библии, около 1000 года до н. э. евреи под предводительством царя Давида завоевали главный город иевусеев (Иерусалим). Давид построил здесь крепость, — «Град Давида» (Ир Давид).
Начиная с VIII века до н. э. эта территория последовательно оказывалась под властью Ассирии, Вавилона (586—539 года до н. э.), персидской державы Ахеменидов (539—331 года до н. э.), Македонии (332—312 года до н. э.). В III—II веках до н. э. входила в состав эллинистических государств Птолемеев и Селевкидов.
Отвоевав, в результате восстания Маккавеев, независимость, с 152 по 37 год до н. э. в Иудее правила еврейская династия Хасмонеев.

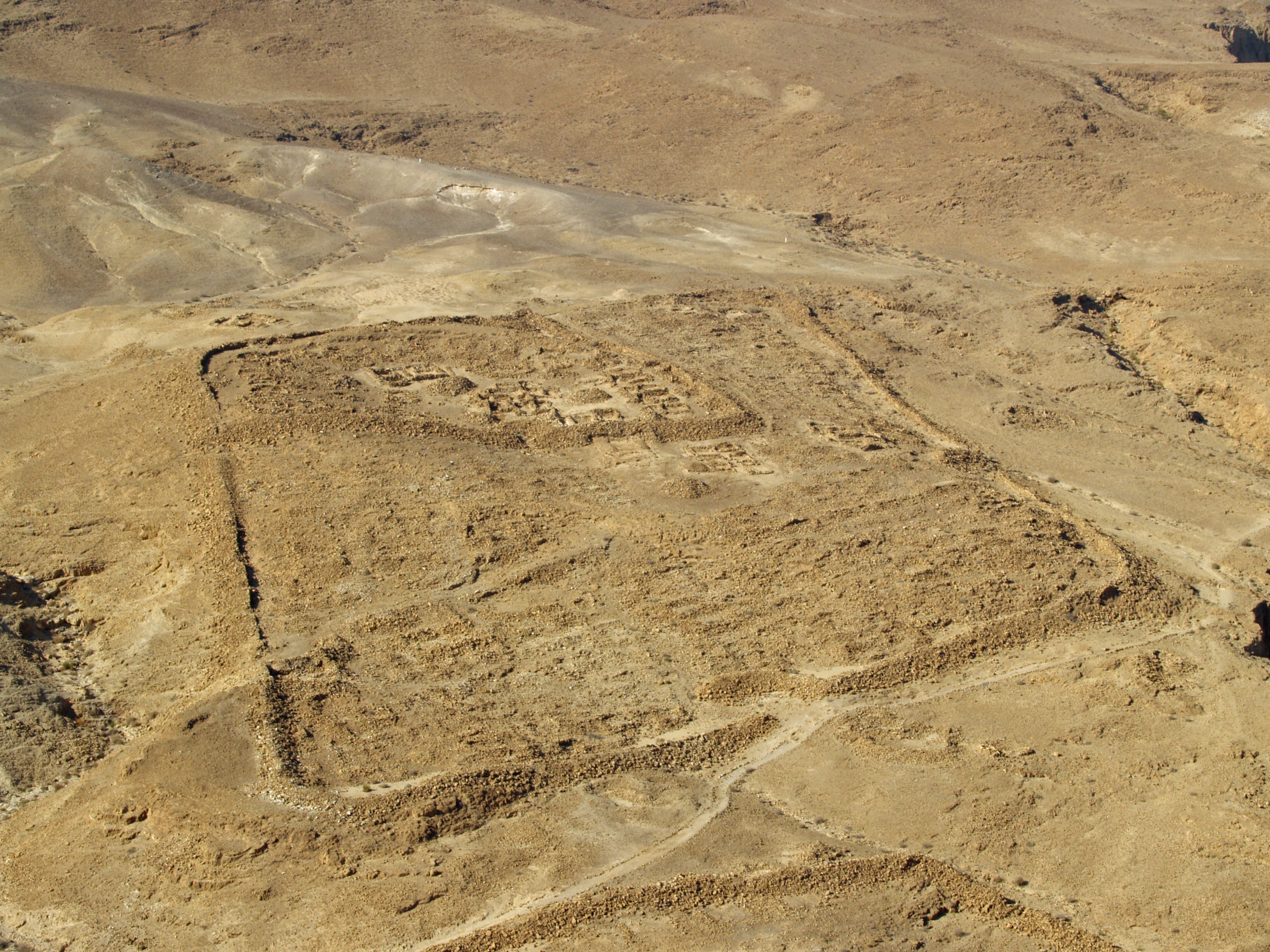
Руины римского военного лагеря близ крепости Масада

С 63 года до н. э. Иудея стала вассалом Рима, в 40 году до н. э. была разделена на Иудею, Самарию, Галилею и Перею (Галаад, Заиорданье). С 70 года н. э. Иудея лишилась автономного статуса и была превращена в римскую провинцию.
Еврейское присутствие в регионе существенно сократилось после поражения восстания Бар-Кохбы против римлян в 135 году. Римляне изгнали из страны значительное количество евреев и переименовали провинцию Иудея в Сирия Палестина, чтобы стереть память о еврейском присутствии в этих местах. Основное еврейское население в этот период переместилось из Иудеи в Галилею и на Голанские высоты.
Вслед за разделением в 395 году Римской империи на Западную и Восточную (Византию) Палестина отошла к последней.

## История Палестины в Средние века

### Византийско-персидский период
Палестина оставалась провинцией Византии вплоть до 619 года. Ко второй половине V века относится постепенное уменьшение численности евреев в Эрец-Исраэль. Тем не менее, в Галилее даже в этот период сохранялось еврейское большинство.
В 614 году Палестина была завоёвана Персией и вошла в состав империи Сасанидов. Овладев, при поддержке евреев, Иерусалимом, персы передали его евреям. Однако, контроль над Иерусалимом оставался в руках евреев лишь в течение трёх лет.
После победы над Персией в 629 году византийский император Ираклий торжественно вступил в Иерусалим. Палестина снова стала византийской провинцией. В 629—630 годах, в результате массовых убийств и гонений на евреев, начатых Ираклием, еврейское присутствие в регионе достигло своего минимума за всю трёхтысячелетнюю историю. Тем не менее, еврейское присутствие на Земле Израиля никогда не прекращалось полностью.

### Период арабского владычества
Около 638 года — в самом начале исламских завоеваний — Палестина была завоёвана у Византии мусульманами.
В последующие шесть веков контроль над этой территорией переходил от Омейядов к Аббасидам, к крестоносцам и обратно.
Эпоха арабского владычества в Палестине делится на четыре периода:
1. завоевание и освоение страны (638—660 годы);
2. династия Омейядов (661—750);
3. династия Аббасидов (750—969);
4. династия Фатимидов (969—1099).

### Период крестоносцев

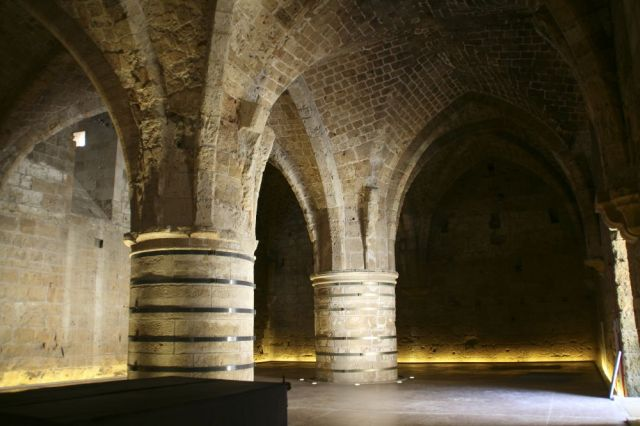
Зал в крепости госпитальеров в Акко, XII век

В 1099 году, в результате Первого крестового похода, возникло Иерусалимское королевство, в состав которого вошла Акра.
Однако уже в 1187 году Салах-ад-Дин взял Иерусалим и завоевал большую часть королевства.
В 1192 году, после Третьего крестового похода, королевство было восстановлено с центром в Акре. В этот период государство принято называть Вторы́м Иерусали́мским короле́вством или Короле́вством А́кра, от названия новой столицы королевства.
После ряда войн, в 1291 году после осады города мамлюками, Акра пала, закончив историю Второго Иерусали́мского короле́вства, последнего из государств крестоносцев.

### Период мамлюков
В 1260 году Палестина перешла в руки династии Мамлюков.

## История Палестины в Новое время

### Под властью Османской империи
В 1517 году территория Израиля была завоевана турками-османами под предводительством султана Селима I. В течение 400 лет она оставалась частью огромной Османской империи (Блистательной Порты), охватывавшей значительную часть Юго-Восточной Европы, всю Малую Азию и Ближний Восток, Египет и Северную Африку.
В Османской империи евреи имели статус «зимми» — то есть пользовались относительной гражданской и религиозной свободой, не имели права носить оружие, служить в армии и ездить на лошадях, а также были обязаны платить особые налоги. В этот период евреи Эрец-Исраэль жили главным образом за счёт благотворительных поступлений из-за границы (Халукка).
В течение XVI века большие еврейские общины пускали корни в Земле Израиля в четырёх святых городах: Иерусалиме, Хевроне, Цфате и Тверии.
В начале XVIII века была предпринята одна из самых значительных попыток алии из Европы и обновления еврейского религиозно-национального центра в Иерусалиме. Во главе этого движения стоял рабби Иехуда Хасид, прибывший в Иерусалим в 1700 году во главе около тысячи своих последователей — выходцев из различных стран Европы. До их прибытия иерусалимская община насчитывала 1200 человек, в том числе 200 ашкеназов. Однако сам Иехуда Хасид после прибытия в страну внезапно умер. Между его последователями и обременённой долгами ашкеназской общиной Иерусалима возникли трения, приведшие к сожжению ашкеназской синагоги кредиторами-арабами (1720) и выселению евреев-ашкеназов из города. Долгое время после этих событий еврейские иммигранты из Европы селились главным образом в Хевроне, Цфате и Тверии.
В начале 1799 года в Палестину вторгся Наполеон. Французам удалось овладеть Газой, Рамлой, Лодом и Яффой. Однако французский полководец не сумел овладеть крепостью Акко и был вынужден отступить в Египет.
В 1800 году население Палестины не превышало 300 тыс., 5 тыс. из которых составляли евреи (главным образом, сефарды). Большая часть еврейского населения была сосредоточена по-прежнему в Иерусалиме, Цфате, Тверии и Хевроне. Главные места концентрации христианского населения (около 25 тыс.) — в Иерусалиме, Назарете и Вифлееме — контролировались православной и католической церквями. Остальное население страны составляли мусульмане, почти все — сунниты.
В период 1800-31 годов территория страны делилась на две провинции (вилайеты). Центрально-восточный горный район, простиравшийся от Шхема на севере до Хеврона на юге (включая Иерусалим), относился к Дамасскому вилайету; Галилея и прибрежная полоса — к вилайету Акко. Большая часть Негева находилась в этот период вне османской юрисдикции.
В 1832 году территория Палестины была завоёвана Ибрахим-пашой, сыном и военачальником вице-короля Египта Мухаммада-Али. Палестина, северная граница которой достигала Сидона, стала единой провинцией с центром в Дамаске. Египтяне, правившие страной восемь лет (1832-40), провели некоторые реформы по европейскому образцу. В этот период в Палестине проводились широкие исследования в области библейской географии и археологии. В 1838 году египетское правительство разрешило Великобритании открыть консульство в Иерусалиме (ранее консульства европейских держав существовали только в портовых городах — Акко, Хайфе и Яффе, а также в Рамле). Спустя 20 лет все крупные государства Запада, включая США, имели в Иерусалиме консульские представительства.
В XIX веке Иерусалим снова превратился в важнейший еврейский центр Эрец-Исраэль. Цфат, соперничавший с Иерусалимом за духовное первенство, сильно пострадал в результате землетрясения (1837), унёсшего жизни около 2 тыс. евреев, и пришёл в упадок.
В 1841 году Палестина и Сирия вернулись под непосредственный контроль Турции. К этому времени численность еврейского населения Палестины удвоилась, в то время как христианского и мусульманского — осталась без изменения.
К 1880 году население Палестины достигло 450 тыс. человек, из которых 24 тыс. составляли евреи. Большинство евреев страны проживали в четырёх городах: Иерусалиме (где евреи составляли более половины всего 25-тысячного населения), Цфате (4 тыс.), Тверии (2,5 тыс.) и Хевроне (800), а также в Яффе (1 тыс.) и Хайфе (300). Иерусалим стал крупнейшим городом в стране. Более старую часть еврейского населения страны составляла сефардская община, в которую влились иммигранты из Северной Африки, Бухары, Ирана и других стран. Ашкеназская община состояла главным образом из восточноевропейских евреев, которые делились на хасидов и их противников — прушим (митнагдим). Подавляющее большинство евреев придерживалось строгой ортодоксии и подчинялось авторитету. Евреи должны были выплачивать налоги, так как они находились под защитой Турецкой империи. Тем не менее, численность еврейского населения Эрец-Исраэль продолжала расти, главным образом, за счёт алии из Европы.

### Стремление евреев в Сион и зарождение политического сионизма
Среди евреев, живших в диаспоре, всегда было распространено сильное стремление возвратиться к Сиону. Начиная с XII века преследование евреев христианской церковью привело к их притоку в Святую землю. В 1492 году этот поток существенно пополнился евреями, изгнанными из Испании, которые основали еврейскую общину Цфата.

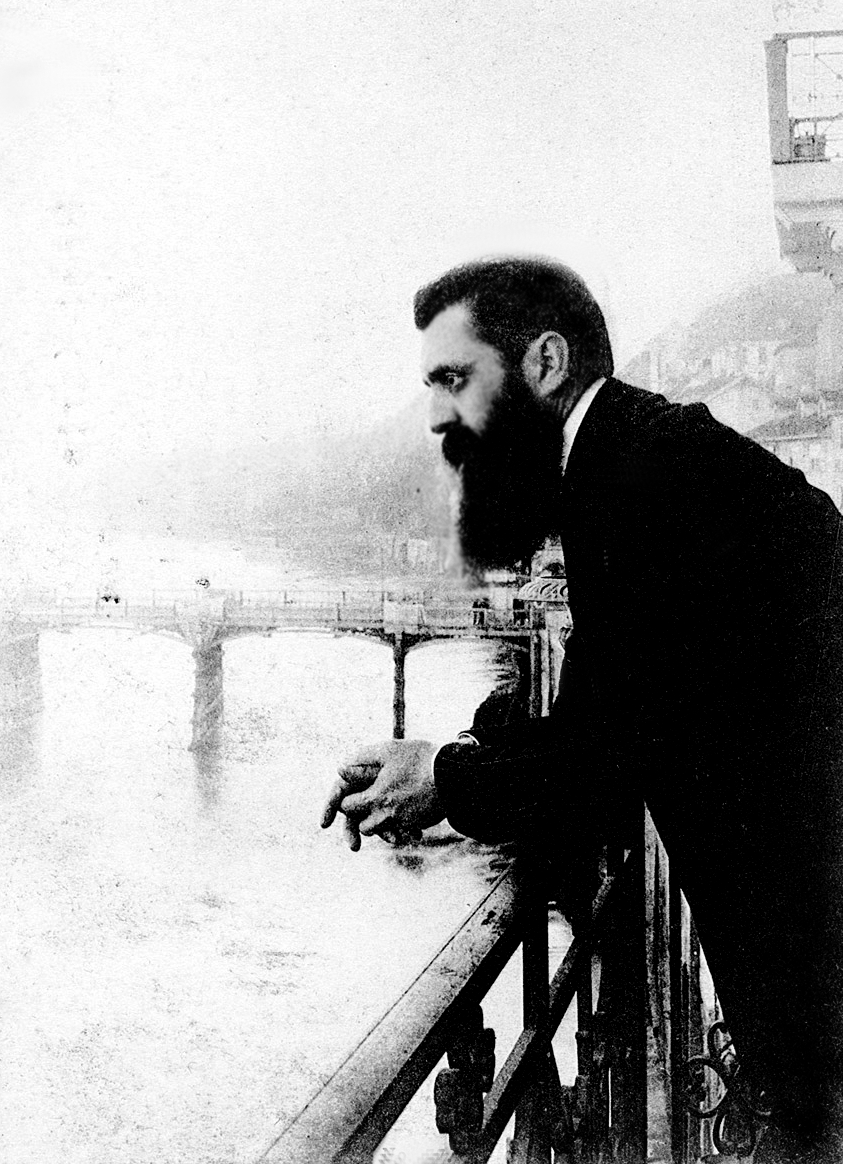
Теодор Герцль

Первая большая волна современной иммиграции, известная как Первая алия (ивр. עלייה‎), началась в 1881 году, когда евреи были вынуждены спасаться бегством от погромов в Восточной Европе.
Основателем политического сионизма — движения, которое ставило своей целью основание еврейского государства на земле Израиля, поднимая еврейский вопрос на международной арене, — считается Теодор (Беньямин-Зеэв) Герцль. В 1896 году Герцль опубликовал свою книгу «Еврейское государство» (нем. Der Judenstaat), в которой изложил своё видение будущего еврейского государства. Уже в следующем году Герцль руководил первым Всемирным сионистским конгрессом в Базеле, где была основана Всемирная сионистская организация (ВСО).
Вторая алия (1904—1914 годы) началась после Кишинёвского погрома. Приблизительно 40 тысяч евреев поселилось в Палестине. Большинство иммигрантов первой и второй алии были ортодоксальными евреями, но вторая алия включала также и социалистов, основавших киббуцное движение.

### Британский мандат в Палестине
Во время Первой мировой войны по инициативе В. Жаботинского и И. Трумпельдора в составе британской армии был сформирован «Еврейский легион», который оказал британским войскам помощь в завоевании Палестины. В ноябре 1917 года секретарь иностранных дел Великобритании Артур Бальфур издал документ, получивший впоследствии название Декларации Бальфура. В нём декларировалось, что Британия «смотрит положительно на основание в Палестине национального дома для еврейского народа».
В 1919—1923 годах (Третья алия) в Палестину прибыли 40 тыс. евреев, в основном из Восточной Европы. Поселенцы этой волны были обучены сельскому хозяйству и могли развивать экономику. Несмотря на квоту иммиграции, установленную британскими властями, еврейское население выросло к концу этого периода до 90 тысяч. Болота Изреэльской долины и долины Хефер были осушены и земля стала пригодной для сельского хозяйства. В этот период была основана федерация профсоюзов, Гистадрут.
Арабское население было недовольно нарастающей еврейской иммиграцией. Евреи выкупали большие земельные участки у крупных арабских землевладельцев и сгоняли с земель мелких арендаторов. Еврейские предприниматели предпочитали брать на работу еврейских рабочих. Арабские протесты против еврейской иммиграции привели к Палестинским бунтам в 1920 году. В связи с этим на основе еврейской организации самообороны Ха-Шомер была сформирована новая еврейская военная организация — «Хагана» (на иврите «Оборона»).
В 1922 году Лига Наций вручила Великобритании мандат на Палестину, объясняя это необходимостью «установления в стране политических, административных и экономических условий для безопасного образования еврейского национального дома». Из-за Яффских бунтов в самом начале Мандата, Британия ограничила еврейскую иммиграцию и часть территории, планировавшаяся для еврейского государства, была отдана под образование Трансиордании.
В то время страну населяли преимущественно арабы-мусульмане, однако самый крупный город, Иерусалим, был преимущественно еврейским.
В 1924—1929 годах (Четвёртая алия) в Палестину приехали 82 тысячи евреев, в основном в результате всплеска антисемитизма в Польше и Венгрии. Эта группа состояла во многом из семей среднего класса, которые переехали в растущие города, основав малые предприятия торговли и общественного питания и лёгкую промышленность. Впоследствии, однако, приблизительно 23 тысячи эмигрантов этой волны покинули страну.
Подъём нацистской идеологии в 1930-х годах в Германии привёл к Пятой алие, которая была наплывом четверти миллиона евреев, спасавшихся от Гитлера. Этот наплыв закончился Арабским восстанием 1936—1939 годов и изданием Британией «Белой книги» в 1939 году, которая фактически сводила на нет иммиграцию евреев в Палестину. Страны мира отказывались принимать евреев, спасавшихся от Холокоста, что вместе с запретом Великобритании на переселение в Палестину фактически означало смерть для миллионов. Для обхода запрета на иммиграцию в Палестину была создана подпольная организация «Моссад ле-Алия Бет», помогавшая евреям нелегально добраться до Палестины и спастись от гибели.
По окончании Второй мировой войны, еврейское население Палестины составляло 33 % по сравнению с 11 % в 1922 году.

## История современного Израиля

### Создание Государства Израиль
После 1945 года Великобритания оказалась вовлечена в нарастающий конфликт с еврейским населением. В 1947 году британское правительство отказалось от мандата на Палестину, аргументируя это тем, что оно не способно найти приемлемое решение для арабов и евреев. Недавно созданная Организация Объединённых Наций 29 ноября 1947 года приняла план раздела Палестины (резолюция ГА ООН № 181). Этот план предусматривал прекращение британского мандата в Палестине к 1 августа 1948 года и рекомендовал создание на её территории двух государств: еврейского и арабского. Иерусалим и Вифлеем, согласно решению ООН, должны были стать территорией под международным контролем, чтобы не допустить конфликта по статусу этих городов.
Принятие этого плана стало возможным благодаря его поддержке со стороны крупнейших держав — СССР и США. Советский Союз, пытаясь укрепить свою позицию на Ближнем Востоке, стремился, в первую очередь, подорвать позиции Великобритании. Поддержка плана ООН со стороны СССР стала большой неожиданностью как для евреев, так и для арабов. Среди политической элиты США по этому вопросу существовали серьёзные разногласия и, в итоге, решающую роль сыграла личная позиция президента Гарри Трумэна, который, ради принятия решения о создании Израиля, пошёл на прямой конфликт с руководством госдепартамента.
Среди еврейского населения большинство приветствовало предложенный план раздела Палестины. Хотя такие радикальные еврейские организации, как Иргун Менахема Бегина и Лехи Ицхака Шамира, отвергли этот план, считая его несправедливым по отношению к евреям, Еврейское агентство, которое, помимо прочего, выполняло в то время некоторые функции правительства «ишува» (еврейского населения Палестины), решило принять план ООН.
Арабские руководители, в том числе Лига арабских государств и (Палестинский) Высший арабский совет категорически отвергли план ООН по разделу Палестины. и заявили, что приложат все усилия, чтобы помешать его реализации. Так, Джамаль аль Хуссейни, исполнявший обязанности председателя Высшего арабского совета, 24 ноября 1947 года угрожал, что «Палестина будет охвачена огнём и кровью, если евреи получат хоть какую-нибудь её часть». Наряду с принципиальным отвержением еврейского государства, арабские лидеры утверждали, что план нарушает права большинства населения Палестины, которое тогда состояло на 67 % из неевреев. Критике подвергались как размер, так и качество территории, выделенной для еврейского государства. Неудача плана мирного урегулирования вызвала многочисленные столкновения между нерегулярными еврейскими и арабскими формированиями.
Государственный департамент США и ЦРУ, и также некоторые соратники Бен Гуриона убеждали его не провозглашать образование независимого государства, «чтобы не брать на себя ответственность за второй еврейский холокост менее чем через 10 лет [после первого]».
Тем не менее, 14 мая 1948 года, за один день до окончания британского мандата на Палестину, Давид Бен-Гурион провозгласил создание независимого еврейского государства на территории, выделенной согласно плану ООН. Уже на следующий день Лига арабских государств объявила Израилю войну и сразу пять арабских государств (Сирия, Египет, Ливан, Ирак и Трансиордания) напали на новую страну, начав тем самым Первую арабо-израильскую войну (получившую в Израиле название «Война за независимость»).

### Независимость и первые годы существования
17 мая 1948 (через два дня после провозглашения) Советский Союз, первым среди всех стран мира, признал государство Израиль де-юре. США, несмотря на сильное еврейское лобби, признали Израиль лишь де-факто. Первый министр иностранных дел Израиля Моше Шарет в первой официальной телеграмме Израиля в СССР выражал «глубокую признательность и уважение народа Израиля за стойкую позицию, занятую советской делегацией в ООН в поддержку образования независимого и суверенного еврейского государства».
До начала военных действий в 1948 году в Палестине проживали около 1 миллиона 250 тысяч арабов, из них 750 тыс. на территориях, отведённых для еврейского государства, а также на территориях, отведённых для арабского государства и занятых Израилем в ходе войны. В ходе Войны за независимость около 600 тысяч арабов — жителей Палестины покинули свои дома, находящиеся на территории, определённой, согласно резолюции ООН, для еврейского государства и части территории, определённой под арабское государство. По некоторым данным, лишь около четверти от общего количества беженцев были изгнаны в ходе боёв израильской армией. Согласно традиционной израильской историографии и ряду зарубежных источников, большинство из них подчинилось призывам своих духовных лидеров либо бежало под давлением со стороны арабских лидеров, чтобы создать условия для предстоящего вторжения армий арабских государств. По версии, распространённой в мусульманском мире и поддерживаемой некоторыми так называемыми «новыми историками», наибольшая часть беженцев бежала именно под давлением израильской армии, а израильское правительство имело план очистить занятые территории от арабского населения.
В итоге большинство «палестинских беженцев» переселилось на незанятые Израилем территории, определённые резолюцией ООН для арабского государства (около 50 % от его предполагаемой площади): около 200 тысяч осели на территории Западного берега р. Иордан (Иудеи и Самарии), которую оккупировала Трансиордания, и около 190 тыс. — в Секторе Газа, оккупированном Египтом. Часть палестинских арабов также эмигрировала в другие арабские государства: около 70 тыс. поселились в самой Трансиордании, ещё около 100 тыс. — в Ливане и примерно 75 тысяч — в Сирии. В Израиле остались лишь около 160 тыс. арабов.
Израильские власти отказались пускать беженцев обратно в места их проживания после войны, а земли и недвижимое имущество беженцев были конфискованы государством Израиль.
В арабском мире эти события получили название «аль-На́кба» — «Катастрофа». В то же время, в Йемене, Египте, Ливии, Сирии и Ираке прошли антиеврейские демонстрации и были организованы жестокие погромы. В результате, свыше 800 тыс. евреев были изгнаны или бежали из арабских стран в только что созданное еврейское государство. Таким образом, по утверждению израильской стороны, этот процесс следует рассматривать в качестве массового обмена населением в регионе, поскольку место 600 тыс. арабов на территории Израиля заняли 820 тыс. еврейских беженцев. Тем не менее, основным предметом разногласий в арабо-израильском конфликте стала судьба только арабских беженцев.
После года боевых действий, в июле 1949 года было принято соглашение о прекращении огня с Египтом, Ливаном, Трансиорданией и Сирией, согласно которому под контролем еврейского государства оказались также Западная Галилея и коридор от приморской равнины до Иерусалима; Иерусалим был разделён по линии прекращения огня между Израилем и Трансиорданией. Государство Израиль занимало 80 % территории подмандатной Палестины (без Заиорданья). Эти временные границы получили название «Зелёная линия». Арабское государство не было создано вследствие оккупации, а затем и аннексии Трансиорданией большей части территорий, предназначавшихся для арабского государства. Эти территории, Иудея, Самария и Восточный Иерусалим, после их аннексии Иорданией получили название Западного берега. Египет получил контроль над сектором Газа.
11 мая 1949 года Государство Израиль было признано в качестве члена ООН.
В первые годы существования государства на политической арене Израиля доминировало движение социалистического сионизма (МАПАЙ), возглавляемое первым премьер-министром Израиля, Давидом Бен-Гурионом. Эти годы были отмечены массовой иммиграцией евреев, выживших в Катастрофе и спасающихся от преследований в арабских странах. С 1948 по 1958 годы население Израиля возросло с 0,8 млн до 2 млн. Большинство иммигрантов являлись беженцами и практически не имели при себе имущества. Они были размещены во временных палаточных лагерях, «маабаро́т». К 1952 году в подобных палаточных городках проживали свыше 200 тыс. иммигрантов. Необходимость решения этого кризиса заставила Бен-Гуриона пойти на подписание договора с ФРГ о репарациях, что вызвало массовые протесты евреев, возмущённых идеей сотрудничества с Германией.
На протяжении 1950-х годов Израиль хронически часто подвергался террористическим нападениям палестинских боевиков («федаюнов») из оккупированного Египтом сектора Газа и с территории, оккупированной Иорданией.
В 1956 году Израиль присоединился к секретному союзу Великобритании и Франции, стремившихся вернуть контроль над Суэцким каналом, национализированным Египтом. После захвата Синайского полуострова в ходе Суэцкого кризиса, Израиль был вынужден отступить под давлением США и СССР в обмен на гарантии прохода израильских судов через Суэцкий канал и их выхода в Красное море.
Начало следующего десятилетия ознаменовалось захватом израильскими спецслужбами одного из самых высокопоставленных нацистских преступников, Адольфа Эйхмана, скрывавшегося в Аргентине. Эйхман являлся «архитектором» и претворителем в жизнь «окончательного решения еврейского вопроса» в период Второй мировой войны. Публичный процесс над ним стал важнейшим этапом в осознании масштабов Катастрофы европейского еврейства и получил международный резонанс. Эйхман стал единственным в истории Израиля преступником, приговорённым к смертной казни.

### Арабо-израильский конфликт

Карта Израиля

#### Взаимоотношения с арабскими странами
- Арабо-израильская война 1947—1949 годов (в Израиле известна как «Война за независимость»)
- Суэцкая война
- Шестидневная война
- Война на истощение
- Война Судного дня
- Ливанская война 1982 года
- Вторая ливанская война

В течение первых десятилетий существования еврейского государства арабские страны продолжали оспаривать легитимность его создания, а арабские националисты, возглавляемые Насером, продолжали призывать к его уничтожению. В 1967 году Египет, Сирия и Иордания стянули свои войска к границам Израиля, изгнали миротворцев ООН и заблокировали вход израильским кораблям в Красное море и Суэцкий канал. На юге продолжались атаки боевиков-федаинов. В своём выступлении по радио Насер призвал арабские государства сбросить Израиль в море. Эти действия стали для руководства Израиля поводом для превентивной атаки и начала войны (casus belli), вошедшей в историю под названием Шестидневной войны. В этой войне Израиль в считанные дни достиг убедительной победы, захватив Синайский полуостров, сектор Газа, Западный берег реки Иордан, Восточный Иерусалим и Голанские высоты. Зелёная линия 1949 года стала административной границей между Израилем и новыми территориями. Границы Иерусалима были расширены и на восточную часть города. Закон об Иерусалиме, принятый в 1980 году, в очередной раз подтвердил границы города и вызвал международный спор о статусе Иерусалима.

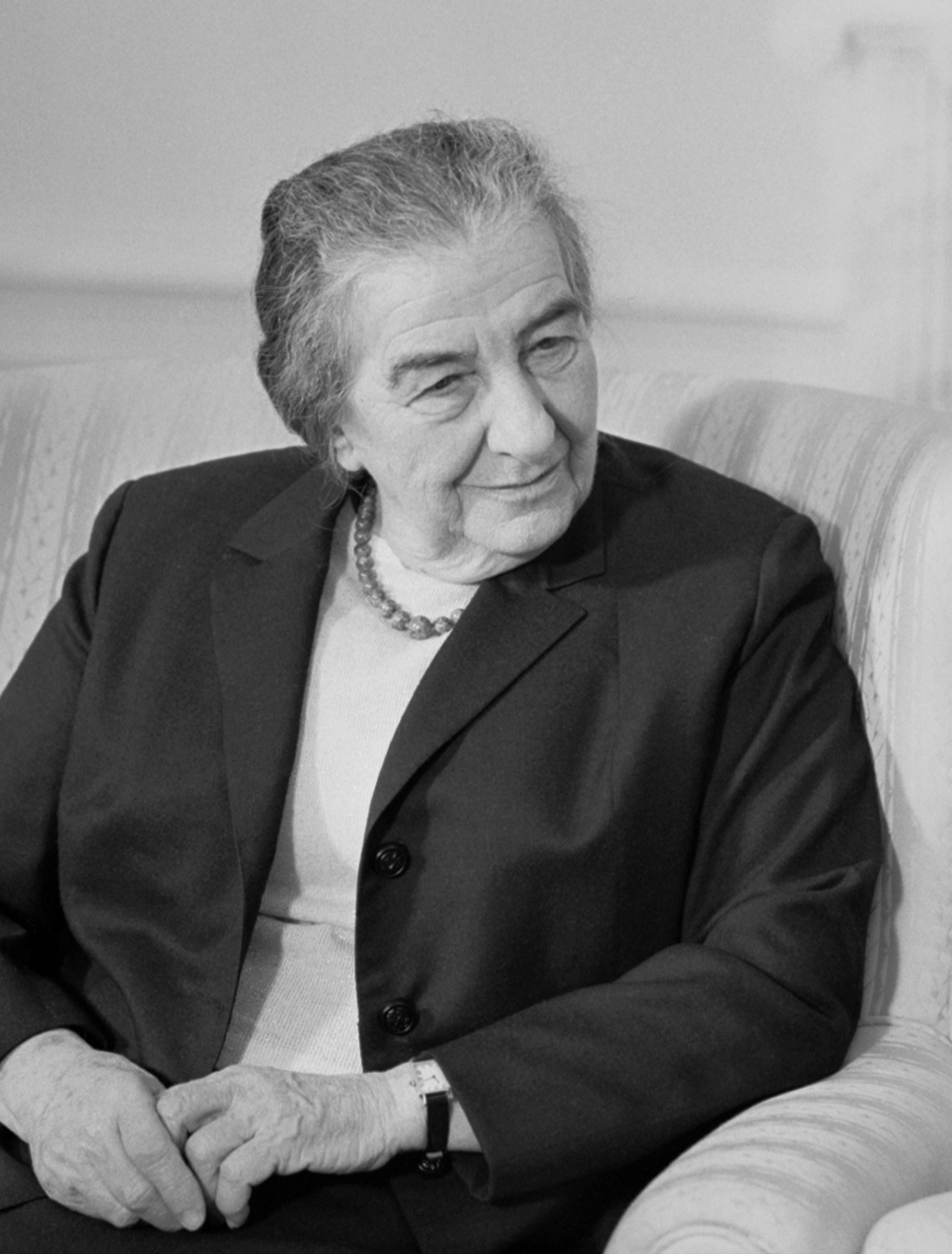
Премьер-министр Израиля Голда Меир

Поражение арабских государств в 1967 году привело к росту арабского радикализма и терроризма — была активизирована деятельность ООП, целью которой было «вооружённая борьба, как единственный путь освобождения Родины». В конце 1960-х — начале 1970-х палестинские террористы предприняли по всему миру первую волну атак на израильтян. Самой известной стал захват израильских атлетов на Летней Олимпиаде в 1972 году в Мюнхене. Немецкие спецслужбы предприняли неудачную попытку освобождения заложников, в результате которой все заложники погибли. Короткое время спустя все террористы, ответственные за этот теракт, оказались на свободе. Израильские спецслужбы провели ответную операцию «Врата Бога», в ходе которой все участники нападения были выслежены и уничтожены.
6 октября 1973 года, в Йом Киппур (Судный день) — наиболее священный день в еврейском календаре, когда все верующие евреи находятся в синагогах — Египет и Сирия одновременно атаковали Израиль. Для правительства Израиля эта война стала полной неожиданностью. Война Судного дня закончилась 26 октября. Несмотря на значительные потери, нападение египетской и сирийской армий было успешно отражено ЦАХАЛем, после чего войска вернулись на прежние позиции. Хотя внутреннее расследование результатов войны сняло с правительства ответственность за случившееся, недовольство общественности заставило премьер-министра Голду Меир уйти в отставку.
Выборы в Кнессет 1977 года стали поворотным моментом в политической истории Израиля. Впервые партия «Херут» (современный «Ликуд») под руководством Менахема Бегина получила большинство голосов избирателей, отобрав контроль над страной у партии МАПАЙ (современная «Авода»), находившейся у власти без перерыва со времени основания государства.
В 1978 году состоялся исторический визит в Израиль египетского президента Анвара Садата, который выступил перед Кнессетом. Это событие стало первым признанием государства Израиль со стороны главы арабского государства. Два года спустя, в 1980 году, Анвар Садат и Менахем Бегин подписали Египетско-израильский мирный договор, по которому Израиль возвращал Египту Синайский полуостров и обязывался начать переговоры по созданию Палестинской автономии.
В 1982 году Израиль вмешался в Ливанскую гражданскую войну для того, чтобы уничтожить базы ООП, с которых велись атаки на Израиль и производились обстрелы северной части страны. Эта операция была названа «Мир Галилее», но впоследствии получила название Первая ливанская война (хотя официально термин «война» израильским правительством признан не был) В 1985 году Израиль вывел войска с большей части территории Ливана, кроме буферной зоны, которая находилась под израильским контролем до 2000 года.
В 1994 году был подписан Израильско-Иорданский мирный договор, что сделало Иорданию второй арабской страной, нормализовавшей отношения с Израилем.
В 2000 году премьер-министр Эхуд Барак вывел войска из Южного Ливана.
12 июля 2006 года ливанская шиитская террористическая организация Хезболла, поддерживаемая Сирией и Ираном, запустила несколько ракет по израильским населённым пунктам и атаковала позиции израильских войск.
Боевики Хезболлы пересекли израильскую границу, захватив двух солдат в заложники. Провокационные действия Хезболлы разожгли Вторую ливанскую войну. Под давлением ООН конфликт закончился прекращением огня. После окончания войны начальник израильского генерального штаба, Дан Халуц, ушёл в отставку.
В мае 2008 года стало известно о непрямых переговорах с Сирией в Турции.

### Взаимоотношения с палестинскими арабами
- Первая интифада
- Интифада Аль-Аксы

В 1987 году на территории Западного берега р. Иордан и в Секторе Газа началось восстание арабского населения против израильского управления и оккупации — Первой интифаде. В результате беспорядков за последующие шесть лет интифады были убиты около 180 израильтян и более тысячи арабов. Большинство[сколько?] из них были убиты израильскими войсками, часть из них[сколько?] стала жертвой внутренних разборок.
В 1988 году ООП заявила о признании права Израиля на существование и об отказе от террористических методов борьбы.
Во время Войны в Персидском заливе в 1991 году многие палестинские арабы и ООП поддерживали Саддама Хуссейна и приветствовали иракские ракетные атаки по Израилю.

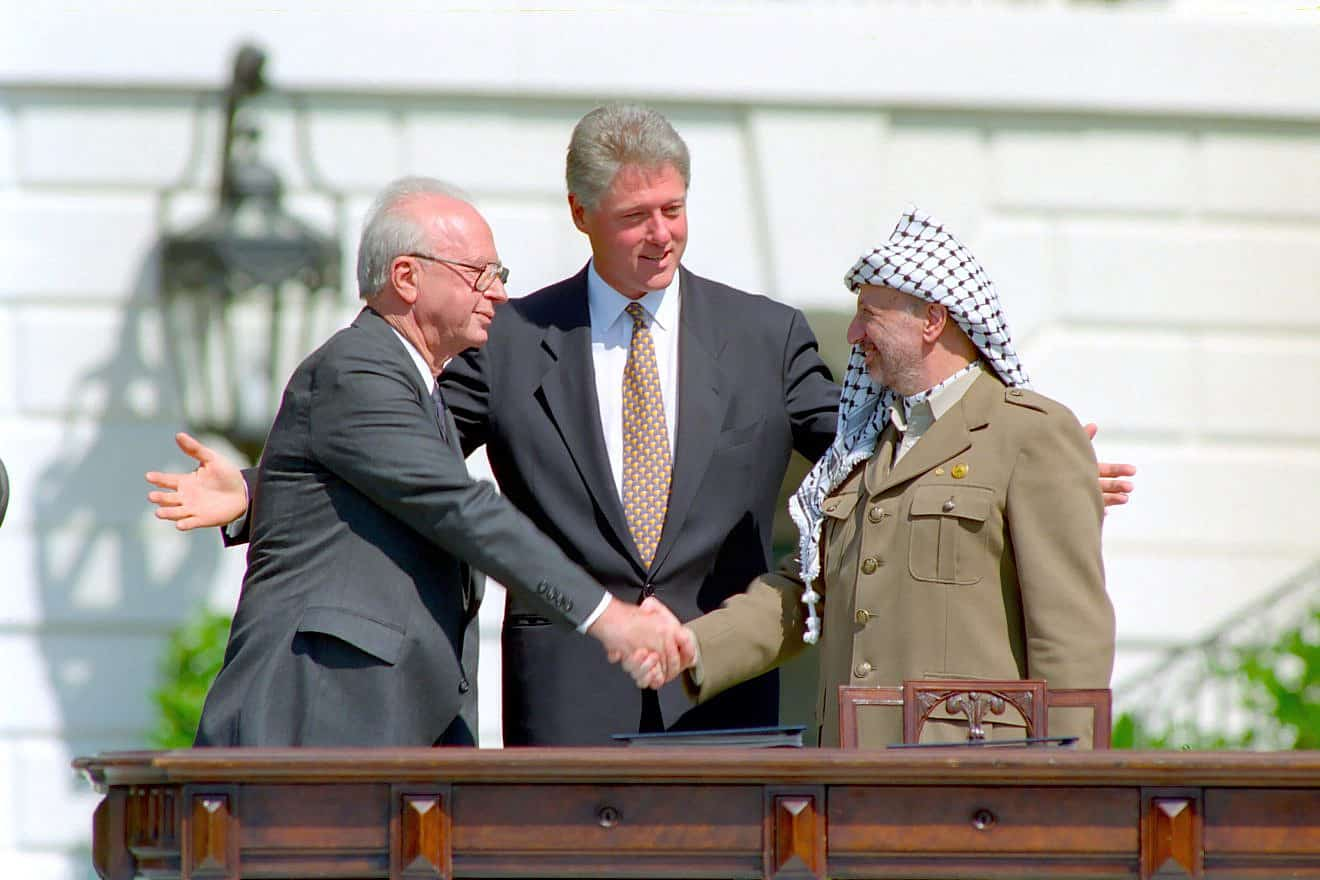
Ицхак Рабин и Ясир Арафат пожимают руки, рядом с президентом Биллом Клинтоном, на подписании соглашений в Осло, 13 сентября 1993 года

После того, как в 1992 году премьер-министром Израиля стал Ицхак Рабин, Израиль продвигал политику компромисса с арабскими соседями. Уже в 1993 году Шимон Перес и Махмуд Аббас подписали в Осло мирные соглашения, согласно которым ООП обязалась признать право Израиля мир и безопасность и прекратить террористическую деятельность. Согласно соглашениям, была создана Палестинская национальная администрация (ПНА), получившая контроль над частью Западного берега р. Иордан и сектором Газа. В течение 5 лет планировалось достичь окончательного урегулирования конфликта.
Поддержка мирных соглашений израильским обществом и палестинцами пошла на спад после продолжения терактов и нападений на израильские мирные и военные цели со стороны палестинских исламистских группировок непосредственно после подписания соглашений, продолжения ответных действий израильской армии против палестинских группировок, в ходе которых гибли и мирные жители, теракта в Пещере патриархов в Хевроне, совершённого еврейским террористом, и постоянных терактов палестинских террористов-смертников из враждебных ООП исламистских группировок.
В ноябре 1995 года Ицхак Рабин был убит еврейским экстремистом Игалем Амиром.
В конце 1990-х годов премьер-министр Беньямин Нетаньяху отвёл войска из Хеврона и подписал Вай-Риверский меморандум, дававший палестинцам больше прав самоуправления.
В июле 2000 года премьер-министр Эхуд Барак проводил переговоры с Ясиром Арафатом на саммите в Кэмп-Дэвиде при посредничестве президента США Билла Клинтона. На этом саммите Эхуд Барак предложил план создания палестинского государства на 97 % территории Западного берега реки Иордан и сектора Газа. При этом он предлагал немедленно передать палестинскому государству весь сектор Газа и 73 % территории Западного берега, а в течение 10—25 лет перевести под палестинский контроль ещё 20 % территории Западного берега. В случае реализации такого предложения, на первых порах Палестинское государство состояло бы из 4-х несвязанных частей, между которыми были бы территории, подконтрольные Израилю, и не имело бы внешних границ ни с одним государством, кроме Израиля. Согласно израильским предложениям, большая часть Иерусалима, включая Восточный Иерусалим, осталась бы под израильским суверенитетом. Палестинское государство должно было быть демилитаризированным. Арафат отверг эти предложения. После провала переговоров и провокативного с точки зрения многих палестинцев визита Ариэля Шарона, лидера партии «Ликуд», на Храмовую гору, палестинские арабы начали интифаду Аль-Аксы.
В 2001 году премьер-министром Израиля стал Ариэль Шарон. В начале его премьерства мирные переговоры между Израилем и ПА практически прекратились. В годы премьерства Шарона палестинские террористические организации резко усилили свою деятельность. По данным правозащитной организации «Бецелем», за период с 2000 по 2008 год погибло более 1053 израильтян, из них 335 военнослужащих (большая часть из них в 2001—2005 годах). Это число превышает количество израильтян, погибших в ходе Шестидневной войны. Согласно данным Шабака, за первые 4 года интифады погибло 1017 израильтян, и 5598 были ранены. За это время было совершено 138 терактов с участием смертников, выпущено 480 ракет «Касам» и 313 других ракет и снарядов. Количество обстрелов достигло 13 730.
Израильская армия в свою очередь неоднократно проводила операции и авиаудары на подконтрольных Палестинской автономии территориях. По утверждению израильской стороны целью этих действий было уничтожение террористов и «инфраструктуры террора». В результате с 2000 год по 2006 год, по данным «Бецелем», погибло 4281 палестинцев, из них 2038 — гражданские лица; тысячи людей были ранены и остались без крова. Удары также наносились по учреждениям и станциям полиции ПНА; многие города, ранее переданные под управление Палестинской автономии, были реоккупированны ЦАХАЛом. Израиль обвинил власти ПА в поддержке и организации террора. С весны 2002 года до своей смерти от неизвестной причины осенью 2004 года президент Палестинской автономии Ясир Арафат находился под домашним арестом в своей резиденции в Рамалле.
В 2005 году правительство Шарона осуществило план одностороннего выхода из сектора Газа, в результате которого были разрушены 25 еврейских поселений и более 7 тысяч человек потеряли свои дома (которым была обещана, но так и не получена компенсация от государства Израиль в среднем в 300 тыс. долларов на семью). Шарон также начал строительство Забора Безопасности между израильской территорией и Западным берегом В январе 2006 года Ариэль Шарон перенёс инсульт, после которого остался в коме, и пост премьер-министра занял Эхуд Ольмерт.
В январе 2006 года на парламентских выборах на территориях, контролируемых ПНА, победу одержало радикальное исламистское движение ХАМАС, признанное в Израиле и ряде других стран террористическим. Движение ХАМАС изначально находилось в оппозиции к ООП и партии ФАТХ, руководимых Ясиром Арафатом, и не признавало соглашений в Осло. Летом 2007 года между сторонниками ФАТХ и ХАМАС произошёл вооруженный конфликт, в результате которого сектор Газа оказался под контролем группировки ХАМАС, а части Западного берега, находящиеся под управлением ПА, оказались под контролем ФАТХ. С лета 2007 года Израиль усилил блокаду сектора Газа, которая продолжается до сих пор.
27 ноября 2007 года Эхуд Ольмерт и Махмуд Аббас согласились начать переговоры и прийти к окончательному соглашению по палестинскому государству к концу 2008 года. Однако сделать это не удалось, переговоры были прерваны в конце декабря 2008 года в связи с проведением Израилем в секторе Газа операции «Литой свинец» против группировки ХАМАС. Израиль объяснял проведение операции «Литой свинец» необходимостью прекратить многолетние ракетные обстрелы из Газы; в результате операции погибло более 1300 палестинцев и 14 израильтян.
В 2009 году переговоры с ФАТХ продолжились с участием нового премьер-министра Израиля Биньямина Нетаньяху и нового президента США Барака Обамы. 21 июня Нетаньяху выступил со своим планом ближневосточного урегулирования, в рамках которого выразил согласие на создание палестинского государства с ограниченными правами в случае признания палестинцами Израиля, как национального дома еврейского народа, и получении гарантий безопасности Израиля, в том числе международных.

### Репатриация (алия) из СССР и стран СНГ
С приходом к власти в СССР Горбачёва и под давлением правительства США (и лично президента Рейгана) были облегчены правила на эмиграцию из СССР. В 1989 году началась массовая репатриация из СССР в Израиль. Большую роль сыграл факт, что с октября 1989 в США был ограничен приём еврейских беженцев из СССР. Немало росту репатриации способствовали и проявления антисемитизма. Организация «Память» проводила в 1987—1990 годах многочисленные акции против так называемого «жидо-масонского заговора». Весной 1990 года получили распространение провокационные, ничем не подтверждённые слухи о грядущих еврейских погромах.
В 1989—1990 годах в Израиль прибыло более 200 тыс. репатриантов из СССР (лишь за декабрь 1990 прибыло 35 тыс. человек).
Распад СССР, экономические и политические проблемы в странах СНГ привели к высокому уровню репатриации. Затем, прежде всего в связи с исчерпанием демографического ресурса, а также в связи с усилением террора после подписания «мирных соглашений в Осло» 1995—1996 годов, уровень репатриации уменьшился. Всего за период «Большой Алии» в Израиль прибыло более миллиона евреев из СССР и СНГ.
В 2004 году в Израиль прибыло около 22 тысяч новых репатриантов, что на 1 тыс. меньше, чем в 2003 году. За 2005 год в Израиль репатриировалось 23 тысячи человек (+4,4 %). Впервые с 1989 года доля репатриантов из бывшего СССР составила менее половины — примерно 10,1 тыс. человек (48,1 %). Из них почти 4000 из России и около 3000 с Украины, что на 18 и 21 % меньше, соответственно, чем в 2003 году. Из остальных крупных групп репатриантов, прибывших в 2004 году, примерно 3700 человек (17,6 %) из Эфиопии, примерно 2000 (9,5 %) из Франции и около 1900 (9,0 %) из США. В 2006 году в Израиль приехало 19 900 иммигрантов, что примерно равно количеству в 2005.
Части репатриантов, как правило, не удаётся устроиться в Израиле и они покидают страну. Так, в России к 2007 году проживало около 50 000 граждан Израиля.